# Hugo Brainin
Hugo Brainin (geboren 19. Oktober 1924 in Wien) ist ein österreichischer Überlebender und Zeitzeuge des Holocaust.

## Leben
Hugo Brainin verlor seinen Vater im Alter von sechs Jahren und seine Mutter im Jänner 1938. Er hatte einen älteren Bruder, Norbert, geboren 1923. Seine Familie war im Rohfellhandel engagiert und während der Annexion Österreichs befanden sich zwei Onkel in Großbritannien. Die Brüder hörten die Rede Schuschniggs im Radio und es war danach allen Familienmitgliedern klar, dass sie emigrieren mussten. Als die Brüder rudern gehen wollten, wurde ihnen das verwehrt, weil sie Juden waren. In der sogenannten Reichskristallnacht befanden sich die Brüder im Pazmanitentempel im zweiten Bezirk, denn es war bei den Juden üblich, dass die männlichen Nachkommen ein Jahr lang täglich in der Synagoge das Totengebet sprechen. Dies taten die Brüder für ihre verstorbene Mutter.

„Am 9. November 1938 sind vorne etliche Radaubrüder und Horden hereingekommen und haben das Haus angezündet. Mein Bruder und ich sind hinten raus und nach Hause gelaufen, unbehelligt. Das ist ein Schlüsselerlebnis gewesen für uns.“

Es gelang den Onkeln, die zwei Tanten und insgesamt sieben Kinder der Familie nach England zu holen, wo sie nach einer Schiffsreise am 24. Dezember 1938 einlangten. Darunter waren auch die beiden Brüder. In Großbritannien wurde Hugo Brainin als Flüchtling anerkannt und arbeitete als Schlosser und technischer Zeichner. „Wenn damals solche Einwanderungsgesetze geherrscht hätten wie jetzt bei uns, würden wir hier nicht sitzen. Dann wäre ich höchstwahrscheinlich wie die meisten anderen in einem Ofen gelandet, in Auschwitz oder sonstwo.“
1946 kam er nach Wien zurück, um „den Sozialismus aufzubauen“. Sein Bruder Norbert blieb in London und gründete das Amadeus-Quartett. Er lernte seine spätere Frau kennen, Lotte Sontag (1920–2020), geboren in Wien als Tochter zweier ukrainischer Flüchtlinge, Jetty und Maurici Sontag. Lotte Sontag hatte Widerstand gegen die Nazis geleistet, war 1943 in Belgien verraten und verhaftet worden und wurde von der Gestapo massiv gefoltert. Sie war nach Auschwitz und später ins KZ Ravensbrück verschleppt worden und hatte nur knapp überlebt.
Hugo und Lotte gründeten eine Familie. Sie bekamen zwei Töchter, Elisabeth und Marianne, die beide mit psychisch kranken und traumatisierten Menschen arbeiten. Hugo Brainin arbeitete für österreichische Ingenieursfirmen und reiste berufsbedingt regelmäßig nach Teheran und Bagdad. In seiner Freizeit war er gemeinsam mit seiner Frau als Zeitzeuge in Schulen unterwegs. Am 11. März 2018 trat er im Rahmen einer Ö1-Matinee im Burgtheater auf und erzählte von den Tagen im März 1938.
Brainin sieht sich selbst als „orthodoxen Atheisten mit jüdischen Wurzeln“.

## Zitat
„Wissen Sie, wenn ich nicht lachen würd', müsst' ich verzweifeln!“